# Аббіфіл

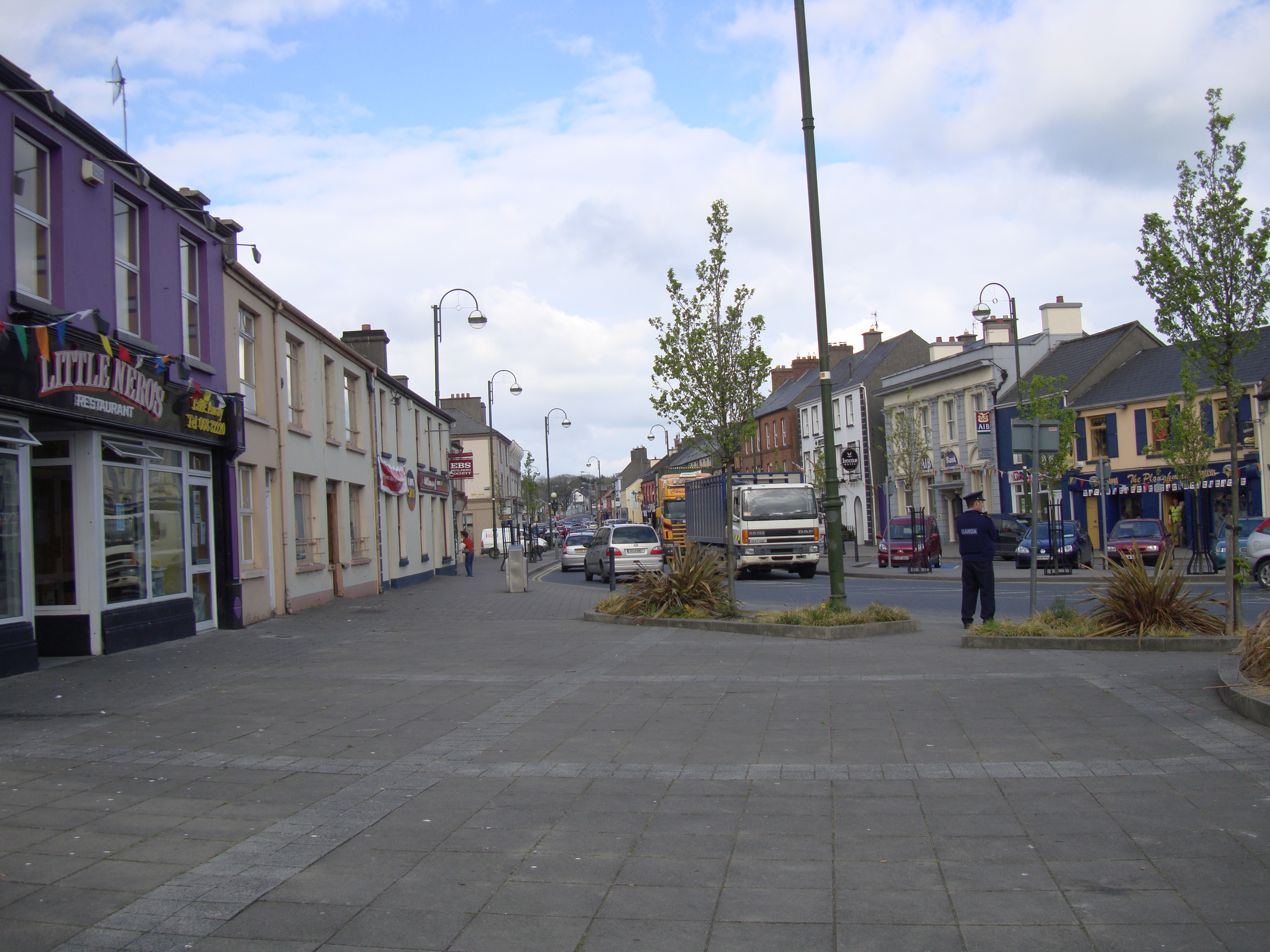
Міський центр

Аббіфіл (англ. Abbeyfeale; ірл. Mainistir na Féile, «монастир Феала») — (переписне) селище в Ірландії, знаходиться в графстві Лімерік (провінція Манстер).
Місцева залізнична станція була відкрита 20 грудня 1880 і закрита 3 листопада 1975 року.

## Демографія
Населення — 1940 чоловік (за переписом 2006 року). У 2002 році населення становило 1683.

## Уродженці
- Джеймс Джерард Коллінз (* 1938) — ірландський політик.